# Marcin Wrzosek
Marcin Wrzosek (ur. 14 października 1987 w Bydgoszczy) – polski zawodnik mieszanych sztuk walki (MMA). Półfinalista 22 części programu The Ultimate Fighter w wadze lekkiej z 2015 roku. Walczył m.in. dla takich federacji jak Cage Warriors, PLMMA, FEN czy KSW. W latach 2016–2017 był międzynarodowym mistrzem KSW w wadze piórkowej.

## Kariera MMA

### Początki kariery
W zawodowych mieszanych sztukach walki zadebiutował 1 października 2011 na gali STC – Bydgoszcz vs. Toruń, na której wygrał z Damianem Domachowskim przez TKO (ciosy pięściami) w drugiej rundzie.
Pierwszą porażkę zanotował z rąk Brytyjczyka, Nada Narimaniego na gali Fight UK 8, która odbyła się 28 września 2013 w Leicestershire. Po bardzo wyrównanej walce przegrał przez niejednogłośną decyzje.
24 kwietnia 2015 zadebiutował w federacji Fight Exclusive Night w starciu z Robertem Rajewskim Jr. podczas gali FEN 7: Real Combat, mającej miejsce w Bydgoszczy (24.04.2015). „Polish Zombie” walkę zwyciężył przez TKO w drugiej rundzie.

### The Ulimate Fighter
W 2015 roku jako pierwszy Polak w historii wziął udział w amerykańskim reality show „The Ultimate Fighter”.
W 1 odcinku programu The Ultimate Fighter 22 pokonał przez poddanie techniką duszenie zza pleców Holendra Djamila Chana.
Następnie w 3 odcinku ogłoszono jego drugą walkę z Amerykaninem Tomem Gallicchio, którego Wrzosek pokonał w 4 odcinku jednogłośnie na punkty.
W odcinku nr 9 ogłoszono, że w ćwierćfinałowej walce zawalczy przeciwko Szwedowi Davidowi Teymurowi. Wrzosek ponownie pokonał rywala na punkty, triumfując w 11 odcinku programu i przechodząc do półfinału.
Odpadł w 12 odcinku, kiedy to poddał go reprezentant Anglii Saul Rogers duszeniem zza pleców w drugiej rundzie.
Mimo odpadnięcia z programu Wrzosek otrzymał szansę walki z innym półfinalistą, Julianem Erosą. Po bliskiej walce uległ Amerykaninowi niejednogłośnie na punkty (28–29, 29–28, 29–28). Starcie to liczyło się do zawodowego rekordu MMA, zaś wcześniejsze walki odbyte w programie były zaliczane do rekordu wystawowego.

### KSW
5 marca 2016 podczas studia przed galą KSW 34: New Order federacja Konfrontacja Sztuk Walki poinformowała o zakontraktowaniu Wrzoska. W debiucie dla federacji KSW zmierzył się z Filipem Wolańskim, który zastąpił kontuzjowanego Anzora Ażyjewa. Po niesamowicie emocjonującej walce pokonał swojego rywala, tym samym zapewniając sobie prawo walki o pas międzynarodowego mistrza KSW w wadze piórkowej. Pojedynek nagrodzono bonusem za najlepszą walkę wieczoru. W maju 2017 roku podczas corocznej gali rozdania Heraklesów MMA za rok wcześniejszy (2016) Marcin Wrzosek wraz z Filipem Wolańskim otrzymali statuetki wyróżniające ich pamiętną walkę w kategorii Walka Roku.
3 grudnia 2016 na gali KSW 37: Circus of Pain zawalczył z ówczesnym mistrzem KSW wadze piórkowej Arturem Sowińskim. Wygrał przez TKO (przerwanie przez lekarza), odbierając mu tytuł. Po walce został nagrodzony dodatkowym bonusem w kategorii występ wieczoru.
27 maja 2017 na warszawskim Stadionie PGE Narodowym podczas KSW 39: Colosseum stoczył walkę z Brazylijczykiem reprezentującym Japonię, Kleberem Koike Erbstem. Przegrał jednogłośnie na punkty i stracił tytuł wagi piórkowej w pierwszej obronie pasa.
Podczas gali KSW 41: Mańkowski vs. Soldić, która odbyła się 23 grudnia 2017 zmierzył się z Romanem Szymańskim. Jednogłośnym werdyktem sędziów zwycięstwo przyznano Wrzoskowi. Pojedynek nagrodzono bonusem za walkę wieczoru.
Niecały rok później skrzyżował rękawice z niepokonanym Francuzem, Salahdine'm Parnassem na gali KSW 46: Narkun vs. Khalidov 2. Przegrał jednogłośną decyzją sędziów.
Oczekiwano, że 23 marca 2019 zmierzy się z Danielem Torresem. W późniejszym czasie ogłoszono, że Torres  musiał wycofać się z walki z powodu kontuzji obojczyka, a na jego miejsce wszedł Krzysztof Klaczek. Zwyciężył jednogłośną decyzją sędziów, rozbijając rywala na dystansie trzech rund.
14 września 2019 na KSW 50: London przystąpił do walki o tymczasowy międzynarodowy pas mistrzowski KSW wagi lekkiej, mierząc się z Normanem Parke. Po wyrównanej walce ostatecznie przegrał niejednogłośną decyzją sędziów, którzy punktowali 2 x 49-46, 47-48. Po walce otrzymał już 4 bonus za walkę wieczoru.
11 lipca 2020 podczas gali KSW 53: Reborn przegrał jednogłośnie z byłym mistrzem wagi półśredniej, Borysem Mańkowskim.

### Fame MMA
W styczniu 2025 roku, federacja typu freak fight, Fame MMA, ogłosiła udział Wrzoska w turnieju Underground Championship w wadze open (bez limitu kg), który rozegrał się 8 lutego 2025 na wydarzeniu Fame 24: Underground. Formułą turnieju były zasady MMA, jednak walka w parterowej pozycji mogła trwać tylko 15 sekund, po czym zostanie przeniesiona do stójkowej pozycji. Dodatkowo zawodnicy zamiast walki w oktagonie walczyli na specjalnej arenie w tzw. „basenie”. Wrzosek w pierwszym etapie ćwierćfinałowym zawalczył z Pawłem Tyburskim, którego pokonał jednogłośnie po pierwszej rundzie. Po ogłoszeniu werdyktu, do „basenu”, wszedł brat bliźniak Pawła, Piotr Tyburski, który dla żartów chciał obalić Wrzoska do parteru, gratulując mu zwycięstwa, ale podczas tego sprowadzenia Wrzosek doznał kontuzji i musiał wycofać się z dalszej rywalizacji turniejowej. Wrzosek po opuszczeniu areny trafił na Szpitalny Oddział Ratunkowy z zerwanymi więzadłami. Jeszcze tego samego dnia napisał na portalu społecznościowym X, że czeka go poważna operacja i przynajmniej rok rehabilitacji.

## Inne formuły

### Boks
We wrześniu 2021 ogłoszono, że podpisał kontrakt z Fame MMA, federacją organizującą tzw. freak fighty.
W głównej walce wieczoru gali Fame 12, która odbyła się 20 listopada 2021 w gdańsko-sopockiej Ergo Arenie, przegrał w formule bokserskiej z Kasjuszem „Don Kasjo” Życińskim.
Podczas gali Fame 15: Zemsta, która odbyła się 27 sierpnia 2022 skrzyżował rękawice z trenującym w przeszłości boks raperem, Mariuszem „Sariusem” Gollingiem. Walkę zwyciężył decyzją jednogłośną (30-24, 30-24. 30-25).
31 sierpna 2024 na warszawskim Stadionie PGE Narodowym, podczas wydarzenia Fame 22: Ultimate, skrzyżował rękawice z zawodnikiem MMA, Filipem Bątkowskim. Zwyciężył jednogłośną decyzją sędziowską.
11 stycznia 2025 na gali Prime 11 w Ostrowie Wielkopolskim, przystąpił do rewanżowej walki z Kasjuszem Życińskim. Dla Wrzoska był to powrót do organizacji Prime Show MMA. Wrzosek wygrał każdą z trzech rund, udanie się rewanżując rywalowi za porażkę z 3 lat.

### MMA na gołe pięści
3 marca 2022 organizacja walk na gołe pięści – Wotore, ogłosiła występ Wrzoska podczas ich piątej, numerowanej gali. Niedługo później został ogłoszony jego rywal, pochodzący z Czarnogóry Vaso Bakočević. 29 kwietnia 2022 Wrzosek wygrał przez techniczny nokaut, rozbijając uderzeniami głową oraz łokciami w parterze przeciwnika.

### Kick-boxing
19 maja 2022 konkurencyjna federacja typu freak show fight – Prime Show MMA ogłosiła, że Wrzosek zawalczy 9 lipca 2022 podczas drugiej gali Prime. Jakiś czas później, organizacja Prime Show MMA przedstawiła fanom starcie Wrzoska z raperem Gabrielem „Arabem” Al-Sulwim na zasadach MMA. 4 lipca na drugiej konferencji promującą galę Prime 2: Kosmos, Kasjusz „Don Kasjo” Życiński, przekazał informację, że raper wypadł z karty walk, a jego miejsce w walce z Wrzoskiem zastąpi ważący blisko 150 kg Piotr Kałuski, znany z brytyjskiego filmu na platformie Netflix – Oszusta z Tindera. Ostatecznie walka odbyła się w kick-boxingu na zasadach K-1, a zwyciężył ją w drugiej rundzie przez techniczny nokaut Wrzosek.
3 lutego 2023 podczas gali Fame 17 skonfrontował się z byłym hokeistą, a obecnym trenerem personalnym, Piotrem „Szelim" Szeligą. Przegrał ten pojedynek przez kontuzję ręki, której doznał w pierwszej rundzie po upadku na wyprostowaną kończynę górną. Do rewanżu zawodników doszło 2 września 2023 podczas gali Fame 19. Tym razem zwyciężył „Polish Zombie", rozbijając rywala, który w wyniku drugiego nokdaunu nie był w stanie kontynuować walki w trzeciej rundzie.
9 grudnia 2023 zawalczył z Tomaszem Gromadzkim w ramach gali Fame: Reborn. Zwyciężył werdyktem jednogłośnym na przestrzeni trzech rund.

## Osiągnięcia[69]

### Mieszane sztuki walki
Amatorskie
- 2010: Brązowy medal na Mistrzostwach Polski amatorów 2010 w Barlinku
- 2010: Brązowy medal na Mistrzostwach Polski amatorów 2010 w Toruniu
- 2010: Srebrny medal na Mistrzostwach Polski amatorów 2010 w Bochni

Zawodowe
- Ultimate Fighting Championship
  - 2015: Półfinalista 22 części The Ultimate Fightera w wadze lekkiej
- Konfrontacja Sztuk Walki
  - 2016–2017: międzynarodowy mistrz KSW w wadze piórkowej
- Herakles
  - 2017: Herakles w kategorii Walka Roku 2016[24]

### Brazylijskie jiu-jitsu
- 2019: Brązowy pas[70]

## Lista walk w MMA

### Zawodowe
| Wynik     | Bilans | Przeciwnik (bilans przed walką) | Rozstrzygnięcie                               | Runda | Czas | Rozgrywki                                              | Data       | Miejsce        | Uwagi |
| --------- | ------ | ------------------------------- | --------------------------------------------- | ----- | ---- | ------------------------------------------------------ | ---------- | -------------- | --- |
| Wygrana   | 15-7   | Paweł Tyburski (3-1)            | Decyzja (jednogłośna)                         | 1     | 5:00 | Fame 24: Underground                                   | 08.02.2025 | Warszawa       | Ćwierćfinał turnieju Underground Championship w wadze open (bez limitu kg). Specjalne zasady: Limit 15 sekund parteru, walka w arenie „basenie”. |
| Przegrana | 14-7   | Borys Mańkowski (20-8-1)        | Decyzja (jednogłośna)                         | 3     | 5:00 | KSW 53: Reborn                                         | 11.07.2020 | Warszawa       | Co-Main Event |
| Przegrana | 14-6   | Norman Parke (27-6-1)           | Decyzja (niejednogłośna)                      | 5     | 5:00 | KSW 50: London                                         | 14.09.2019 | Londyn         | Pojedynek o tymczasowy międzynarodowy pas mistrzowski KSW w wadze lekkiej. Bonus za walkę wieczoru.                                              |
| Wygrana   | 14-5   | Krzysztof Klaczek (12-5)        | Decyzja (jednogłośna)                         | 3     | 5:00 | KSW 47: The X-Warriors                                 | 23.03.2019 | Łódź           | |
| Przegrana | 13-5   | Salahdine Parnasse (10-0)       | Decyzja (jednogłośna)                         | 3     | 5:00 | KSW 46: Narkun vs. Khalidov 2                          | 01.12.2018 | Gliwice        | |
| Wygrana   | 13-4   | Roman Szymański (10-3)          | Decyzja (jednogłośna)                         | 3     | 5:00 | KSW 41: Mańkowski vs. Soldić                           | 23.12.2017 | Katowice       | Bonus za walkę wieczoru. |
| Przegrana | 12-4   | Kleber Koike Erbst (21-4-1)     | Decyzja (jednogłośna)                         | 3     | 5:00 | KSW 39: Colosseum                                      | 27.05.2017 | Warszawa       | Stracił międzynarodowy pas mistrzowski KSW wadze piórkowej.                                                                                      |
| Wygrana   | 12-3   | Artur Sowiński (17-7)           | TKO (przerwanie przez lekarza)                | 2     | 2:55 | KSW 37: Circus of Pain                                 | 03.12.2016 | Kraków         | Zdobył międzynarodowy pas mistrzowski KSW w wadze piórkowej. Bonus za występ wieczoru.                                                           |
| Wygrana   | 11-3   | Filip Wolański (9-1)            | Decyzja (jednogłośna)                         | 3     | 5:00 | KSW 35: Khalidov vs. Karaoglu                          | 27.05.2016 | Gdańsk/Sopot   | Debiut w KSW. Bonus za walkę wieczoru. |
| Przegrana | 10-3   | Julian Erosa (14-2)             | Decyzja (niejednogłośna)                      | 3     | 5:00 | The Ultimate Fighter 22 Finale                         | 11.12.2015 | Las Vegas      | |
| Wygrana   | 10-2   | Robert Rajewski Jr. (3-0)       | TKO (ciosy pięściami w parterze)              | 2     | 2:30 | FEN 7: Real Combat                                     | 24.04.2015 | Bydgoszcz      | Debiut w FEN. |
| Wygrana   | 9-2    | Sulchan Sakaszwili (1-1)        | Poddanie (balacha)                            | 1     | 0:46 | PLMMA 49                                               | 06.03.2015 | Łobez          | Debiut w PLMMA. |
| Wygrana   | 8-2    | Arnold Allen (7-0)              | Decyzja (jednogłośna)                         | 3     | 5:00 | Cage Warriors Fighting Championship 69: Super Saturday | 07.06.2014 | Londyn         | |
| Wygrana   | 7-2    | Aleksander Georgas (5-2)        | Decyzja (jednogłośna)                         | 3     | 5:00 | MMA Fighters Club                                      | 09.11.2013 | Inowrocław     | |
| Przegrana | 6-2    | Chris Fishgold (8-0)            | TKO (ciosy pięściami i łokcie)                | 2     | 3:31 | Cage Warriors Fighting Championship 57                 | 20.07.2013 | Liverpool      | |
| Wygrana   | 6-1    | Tim Close (7-2)                 | Poddanie (odwrotne duszenie trójkątne nogami) | 1     | 1:12 | M4tC 10 – Unstoppable                                  | 25.05.2013 | Sunderland     | |
| Wygrana   | 5-1    | Sebastian Kujawiak (1-0)        | TKO (ciosy pięściami)                         | 1     | 3:14 | Fighters Arena 7                                       | 20.04.2013 | Sieradz        | |
| Przegrana | 4-1    | Nad Narimani (3-0)              | Decyzja (niejednogłośna)                      | 3     | 5:00 | Fight UK 8                                             | 28.09.2013 | Leicestershire | |
| Wygrana   | 4-0    | Adam Stevenson (5-5)            | Decyzja (jednogłośna)                         | 3     | 5:00 | OT – On Top 6                                          | 06.10.2012 | Glasgow        | |
| Wygrana   | 3-0    | Inderpaal Singh (1-1)           | Poddanie (duszenie trójkątne rękoma)          | 2     | 5:00 | Fight UK 7                                             | 23.06.2012 | Leicestershire | |
| Wygrana   | 2-0    | Artur Drążek (0-1)              | TKO (kolano)                                  | 2     | 3:26 | STC 2 – Masters of the City                            | 01.06.2012 | Bydgoszcz      | |
| Wygrana   | 1-0    | Damian Domachowski (1-1)        | TKO (ciosy pięściami)                         | 2     | 0:55 | STC – Bydgoszcz vs. Torun                              | 01.10.2011 | Bydgoszcz      | |

### Wystawowe
| Wynik     | Bilans | Przeciwnik (bilans przed walką) | Rozstrzygnięcie                | Runda | Czas | Rozgrywki                                           | Odcinek (data emisji)                            | Data       | Miejsce   | Uwagi                                                        |
| --------- | ------ | ------------------------------- | ------------------------------ | ----- | ---- | --------------------------------------------------- | ------------------------------------------------ | ---------- | --------- | ------------------------------------------------------------ |
| Przegrana | 3-1    | Saul Rogers (3-0)               | Poddanie (duszenie zza pleców) | 2     | 4:12 | The Ultimate Fighter Season 22 Semifinals           | Episode 12: Here For Myself (09.12.2015)         | 26.08.2015 | Las Vegas | Półfinał turnieju The Ultimate Fighter w wadze lekkiej.      |
| Wygrana   | 3-0    | David Teymur (2-0)              | Decyzja (większościowa)        | 2     | 5:00 | The Ultimate Fighter Season 22 Quarterfinals, Day 2 | Episode 11: Bone on Bone (02.12.2015)            | 19.08.2015 | Las Vegas | Ćwierćfinał turnieju The Ultimate Fighter w wadze lekkiej.   |
| Wygrana   | 2-0    | Tom Gallicchio (1-0)            | Decyzja (jednogłośna)          | 2     | 5:00 | The Ultimate Fighter Season 22 Opening Round, Day 3 | Episode 4: A Faithless Foe (30.09.2015)          | 30.07.2015 | Las Vegas | Eliminacje do turnieju The Ultimate Fighter w wadze lekkiej. |
| Wygrana   | 1-0    | Djamil Chan (0-0)               | Poddanie (duszenie zza pleców) | 1     | 3:40 | The Ultimate Fighter Season 22 Elimination Fights   | Episode 1: Europe vs. United States (09.09.2015) | 17.07.2015 | Las Vegas | Eliminacje do turnieju The Ultimate Fighter w wadze lekkiej. |

### Gołe pięści (zasady niestandardowe)
| Wynik   | Bilans | Przeciwnik (bilans przed walką) | Rozstrzygnięcie                          | Runda | Czas | Rozgrywki                 | Data       | Miejsce | Uwagi      |
| ------- | ------ | ------------------------------- | ---------------------------------------- | ----- | ---- | ------------------------- | ---------- | ------- | ---------- |
| Wygrana | 1-0    | Vaso Bakočević (0-0)            | TKO (ciosy głową oraz łokcie w parterze) | 1     | 0:46 | Wotore 5: Krwawy Spektakl | 29.04.2022 | Gdańsk  | Main Event |

## Lista walk w boksie
| Wynik     | Bilans | Przeciwnik (bilans przed walką) | Rozstrzygnięcie       | Runda | Czas | Rozgrywki                               | Data       | Miejsce             | Uwagi                                                  |
| --------- | ------ | ------------------------------- | --------------------- | ----- | ---- | --------------------------------------- | ---------- | ------------------- | ------------------------------------------------------ |
| Wygrana   | 3-1    | Kasjusz Życiński (6-5)          | Decyzja (jednogłośna) | 3/3   | 3:00 | Prime 11: Don Kasjo vs. Polish Zombie 2 | 11.01.2025 | Ostrów Wielkopolski | Main Event                                             |
| Wygrana   | 2-1    | Filip Bątkowski (1-0)           | Decyzja (jednogłośna) | 3/3   | 3:00 | Fame 22: Ultimate                       | 31.08.2024 | Warszawa            | Walka w małych rękawicach do MMA. Limit umowny -72 kg. |
| Wygrana   | 1-1    | Mariusz Golling (0-0)           | Decyzja (jednogłośna) | 3/3   | 3:00 | Fame 15: Zemsta                         | 27.08.2022 | Łódź                | Walka w ringu bokserskim.                              |
| Przegrana | 0-1    | Kasjusz Życiński (1-1)          | Decyzja (jednogłośna) | 6/6   | 3:00 | Fame 12: Don Kasjo vs. Polish Zombie    | 20.11.2021 | Gdańsk/Sopot        | Limit umowny -87 kg. Main Event                        |

## Lista walk w kick-boxingu
| Wynik     | Bilans | Przeciwnik (bilans przed walką) | Rozstrzygnięcie                                       | Runda | Czas | Rozgrywki                     | Data       | Miejsce | Uwagi                                                                                          |
| --------- | ------ | ------------------------------- | ----------------------------------------------------- | ----- | ---- | ----------------------------- | ---------- | ------- | ---------------------------------------------------------------------------------------------- |
| Wygrana   | 3-1    | Tomasz Gromadzki (5-4)          | Decyzja (jednogłośna)                                 | 3     | 3:00 | Fame: Reborn                  | 09.12.2023 | Łódź    | Zasady/formuła K-1 w małych rękawicach do MMA. Limit umowny -80 kg w małych rękawicach do MMA. |
| Wygrana   | 2-1    | Piotr Szeliga (2-1)             | TKO (niezdolność do kontynuowania walki po nokdaunie) | 3     | 1:15 | Fame 19: Tańcula vs. Ferrari  | 02.09.2023 | Kraków  | Zasady/formuła K-1 w małych rękawicach do MMA. Waga open                                       |
| Przegrana | 1-1    | Piotr Szeliga (1-0)             | TKO (kontuzja ręki)                                   | 1     | 0:43 | Fame 17: Ferrari vs. Łaszczyk | 03.02.2023 | Kraków  | Zasady/formuła K-1 w małych rękawicach do MMA. Waga open                                       |
| Wygrana   | 1-0    | Piotr Kałuski (0-0)             | TKO (niezdolność do kontynuowania walki)              | 2     | 2:59 | Prime 2: Kosmos               | 09.07.2022 | Gdynia  | Zasady/formuła K-1. Waga open                                                                  |

## Życie prywatne
W latach 2021-2024 był w związku z managerką klubów Xtreme Fitness - Violettę Klamińską, z którą ma córkę Emilię.
W przeszłości inną jego życiową partnerką była zawodniczka bikini fitness - Anita Bekus, z którą był w 13-letnim związku.
Był współprowadzącym programu 'Klatka po Klatce' na portalu Wirtualna Polska, wraz z Arturem Mazurem.
W marcu 2020 roku pełnił rolę trenera w programie telewizyjnym typu reality show „Tylko Jeden”, by pomóc zawodnikom w przygotowaniach o kontrakt z KSW.  W tym samym roku wystąpił gościnnie w serialu telewizyjnym „Pierwsza Miłość”, gdzie wcielił się w postać więźnia „Żyłki”.

## Filmografia
- 2018: Policjantki i policjanci jako podejrzany „Igor”
- 2020: Tylko jeden jako trener programu
- 2020: Pierwsza miłość jako więzień „Żyłka”
- 2020: Asymetria jako Człowiek Kamila
- 2022: Jak pokochałam gangstera jako Rugbysta